# Van Hoorn, Luitjens en Kamminga
Van Hoorn, Luitjens en Kamminga was een superfosfaatfabriek die zich bevond te Hoogkerk bij Groningen en bestaan heeft van 1882 tot 1919, waarna ze verderging als handelsmaatschappij.
In 1912 werkten er 100 mensen en het was daarmee in grootte de vierde kunstmestfabriek van Nederland. In 1915 fuseerde deze fabriek met CGF en IGSW tot de VCF, die dan weer in 1917 met ASF tot ASF-VCF fuseerde. De fabriek in Hoogkerk werd stilgelegd.
De verkoopmaatschappij van het nu Kunstmeststoffenfabriek v/h Van Hoorn, Luitjens en Kamminga geheten bedrijf ging, samen met de handelsfirma van A. ten Cate, verder als de Noord-Nederlandsche Kunstmesthandel (NNK). Deze ging in 1959 samen met G.J. Krol & Co. verder als Agrarische Unie. Na een reeks van overnames en fusies werd dit uiteindelijk een onderdeel van de kunstmesthandelsmaatschappij Triferto.